# Lusson (rivière)
Pour les articles homonymes, voir Lusson.
Le ruisseau de Lusson est un cours d'eau qui traverse le département des Landes et un affluent gauche de la Midouze dans le bassin versant de l'Adour.

## Géographie
D'une longueur de 10 kilomètres, il prend sa source sur la commune de Hontanx (Landes), à l'altitude 90 mètres.
Il coule du sud-est vers le nord-ouest et se jette dans la Midouze à Villeneuve-de-Marsan (Landes), à l'altitude 50 mètres.

## Communes et cantons traversés
Dans le département des Landes, le ruisseau de Lusson traverse quatre communes et un canton, dans le sens amont vers aval : Hontanx (source), Saint-Gein, Perquie et Villeneuve-de-Marsan (confluence).
Soit en termes de cantons, le ruisseau de Lusson prend source et conflue dans le canton de Villeneuve-de-Marsan.

## Affluents
Le ruisseau de Lusson n'a pas d'affluent référencé par le SANDRE.